# 斯洛比德卡 (馬林區)
50°47′43″N 29°10′35″E / 50.79528°N 29.17639°E
斯洛比德卡（烏克蘭語：Слобідка），是烏克蘭北部的村莊，隸屬日托米爾州的科羅斯滕區。該村始建於1700年，面積3.02平方公里，海拔高度158米，2001年人口605，人口密度每平方公里200.13人。